# КК Ирони Нахарија
КК Ирони Нахарија (хебр. עירוני נהריה) је израелски кошаркашки клуб из Нахарије. У сезони 2017/18. такмичи се у Суперлиги Израела.

## Историја
Ирони Нахарија, која је иначе основана као Хапоел Нахарија, се први пут такмичила у Суперлиги Израела у сезони 1991/92. Најбољи пласман су остварили у сезони 2002/03. када су стигли до финала плејофа, где су поражени од Макабија из Тел Авива резултатом 3:0.
У Лига купу Израела два пута су стизали до финала.

## Успеси

### Национални
- Првенство Израела:
  - Вицепрвак (1): 2003.

- Куп Израела:
  - Финалиста (1): 2020.

- Лига куп Израела:
  - Финалиста (2): 2009, 2017.

## Познатији играчи
- Сабахудин Билаловић
- Дејвид Блат
- Бранко Милисављевић
- Јогев Охајон
- Лука Павићевић
- Велибор Радовић
- Френк Робинсон
- Џерод Хендерсон